# Piletocera hadesialis
Piletocera hadesialis là một loài bướm đêm trong họ Crambidae.